# Pistolet sygnałowy Bernardelli PS023
Bernardelli PS023 – współczesny włoski pistolet sygnałowy.